# AXM
AXM – brytyjski magazyn, skierowany do młodych osób homo- i biseksualnych o nakładzie 35 000 egzemplarzy.
Tematyka magazynu dotyczy głównie mody, seksu, zdrowia oraz wiadomości ze świata muzyki i filmu.